# Mrówkojad wielki
Mrówkojad wielki (Myrmecophaga tridactyla) – gatunek ssaka z rodziny mrówkojadowatych (Myrmecophagidae), występujący w Ameryce Środkowej i Południowej.

## Taksonomia
Gatunek po raz pierwszy zgodnie z zasadami nazewnictwa binominalnego opisał w 1758 roku szwedzki przyrodnik Karol Linneusz nadając mu nazwę Myrmecophaga tridactyla. Miejsce typowe według oryginalnego opisu to „Ameryka Południowa” (łac. Habitat in America meridionali), ograniczone w 1911 roku przez Oldfielda Thomasa do Pernambuco, w Brazylii. Linneusz swój opis oparł na tekstach wcześniejszych autorów. Jedyny żyjący współcześnie przedstawiciel rodzaju mrówkojad (Myrmecophaga).
Rozpoznanie podgatunków oparte jest na rozmieszczeniu geograficznym, ale nie przeprowadzono dokładnej analizy morfologicznej i genetycznej.  Autorzy Illustrated Checklist of the Mammals of the World rozpoznają trzy podgatunki. Podstawowe dane taksonomiczne podgatunków (oprócz nominatywnego) przedstawia poniższa tabelka:
| Podgatunek      | Oryginalna nazwa                | Autor i rok opisu | Miejsce typowe                                                             | Holotyp |
| --------------- | ------------------------------- | ----------------- | -------------------------------------------------------------------------- | --- |
| M. t. artata    | Myrmecophaga tridactyla artatus | Osgood, 1912      | Empalado Savannas, 30 mi (48 km) na wschód od Maracaibo, Zulia, Wenezuela. | Czaszka dorosłego samca (sygnatura FMNH 18773) ze zbiorów Muzeum Historii Naturalnej w Chicago; okaz zebrany w marcu 1911 roku przez autora opisu.                             |
| M. t. centralis | Myrmecophaga centralis          | Lyon, 1906        | Pacuare, Limón, Kostaryka.                                                 | Czaszka młodego osobnika o nieokreślonej płci (sygnatura USNM 15963) ze zbiorów Narodowego Muzeum Historii Naturalnej; okaz zebrany w czerwcu 1876 roku przez Joségo Zeledóna. |

### Etymologia
- Myrmecophaga: gr. μυρμηξ murmēx, μυρμηκος murmēkos „mrówka”; -φαγος -phagos „-jedzący”, od φαγειν phagein „jeść”[16].
- tridactyla: gr. τριδακτυλος tridaktulos „trójpalcowy, trzypalczasty”, od τρι- tri- „trój-”, od τρεις treis, τρια tria „trzy”; δακτυλος daktulos „palec”[17].
- artata: łac. artatus „wąski, krótki”, od artare „zredukować, zmniejszyć”[18].
- centralis: łac. centralis, centrale „centralny, w środku”, od centrum „środkowy punkt, środek”, od gr. κεντρον kentron „ostry punkt”[19].

## Zasięg występowania
Mrówkojad wielki występuje w Ameryce Środkowej i Południowej zamieszkując w zależności od podgatunku:
- M. tridactyla tridactyla - Ameryka Południowa na wschód od Andów.
- M. tridactyla artata - północno-wschodnia Kolumbia i północno-zachodnia Wenezuela na zachód od Andów.
- M. tridactyla centralis - od Hondurasu przez większą część Ameryki Środkowej do zachodniej Kolumbii i północno-zachodniego Ekwadoru.

## Morfologia
Długość ciała (bez ogona) 1000–1400 mm, długość ogona 600–900 mm, długość ucha 35–60 mm, długość tylnej stopy 140–180 mm; masa ciała 22–45 kg. Średniej wielkości ssak o szarobrunatnym ubarwieniu z czarną szeroką pręgą biegnącą po bokach i przez pierś. Charakterystyczny, bardzo długi pysk zakończony jest małym otworem gębowym; brak zębów, długi (do 60 cm) i lepki język umożliwia wyciąganie mrówek i termitów z ich gniazd. Kończyny przednie przystosowane do grzebania, zaopatrzone w 4 pazury, z których 3 są duże i silne. Mają dobrze rozwinięty zmysł węchu, ponad 40 razy silniejszy od ludzkiego. 

## Ekologia

### Środowisko
Zamieszkuje dżungle deszczowe, lasy mieszane, trawiaste równiny i stepy. Żyją samotnie, łączą się w pary tylko w okresie godów. Jeden osobnik, zależnie od ilości dostępnego pożywienia zajmuje obszar od 1 km² do 2,5 km².

### Odżywianie
Odżywia się głównie żyjącymi w ziemi gatunkami mrówek. Termity lub mrówki wędrowne zjada bardzo rzadko. Wyszukuje mrowiska korzystając ze znakomitego węchu, następnie rozgrzebuje część mrowiska i za pomocą długiego, lepkiego języka wyciąga mrówki z wnętrza mrowiska. Nigdy nie niszczy całego mrowiska. Ponadto zjada również larwy owadów, owoce oraz ptasie jaja. W porze suchej mrówkojady najczęściej żywią się termitami, natomiast w deszczowej mrówkami.

### Rozmnażanie
Mrówkojady tworzą pary tylko na czas godów. Ciąża trwa około 180 dni. Młode po urodzeniu samodzielnie wspina się na grzbiet matki, sierść noworodka ma taką samą strukturę i barwę jak matki, dzięki czemu jest słabo widoczne dla drapieżników. Młode jest karmione mlekiem matki przez 6 miesięcy. Po dwóch latach uzyskuje samodzielność.

## Ochrona
Najrzadszy ze wszystkich mrówkojadów, zagrożony wyginięciem ze względu na zmiany środowiska. W Czerwonej księdze gatunków zagrożonych Międzynarodowej Unii Ochrony Przyrody i Jej Zasobów został zaliczony do kategorii VU (ang. vulnerable ‘narażony’).